# Podział administracyjny Kościoła katolickiego w Rwandzie
Podział administracyjny Kościoła katolickiego w Rwandzie – w ramach Kościoła katolickiego w Rwandzie funkcjonują obecnie jedna metropolia, w których skład wchodzi jedna archidiecezje i osiem diecezji. 
Jednostki administracyjne Kościoła katolickiego obrządku łacińskiego w Rwandzie:

## Metropolia Kigali
- Archidiecezja Kigali
  - Diecezja Butare
  - Diecezja Cyangugu
  - Diecezja Gikongoro
  - Diecezja Kabgayi
  - Diecezja Kibungo
  - Diecezja Nyundo
  - Diecezja Ruhengeri